# Neue Nationalgalerie/Kulturforum Skulpturen

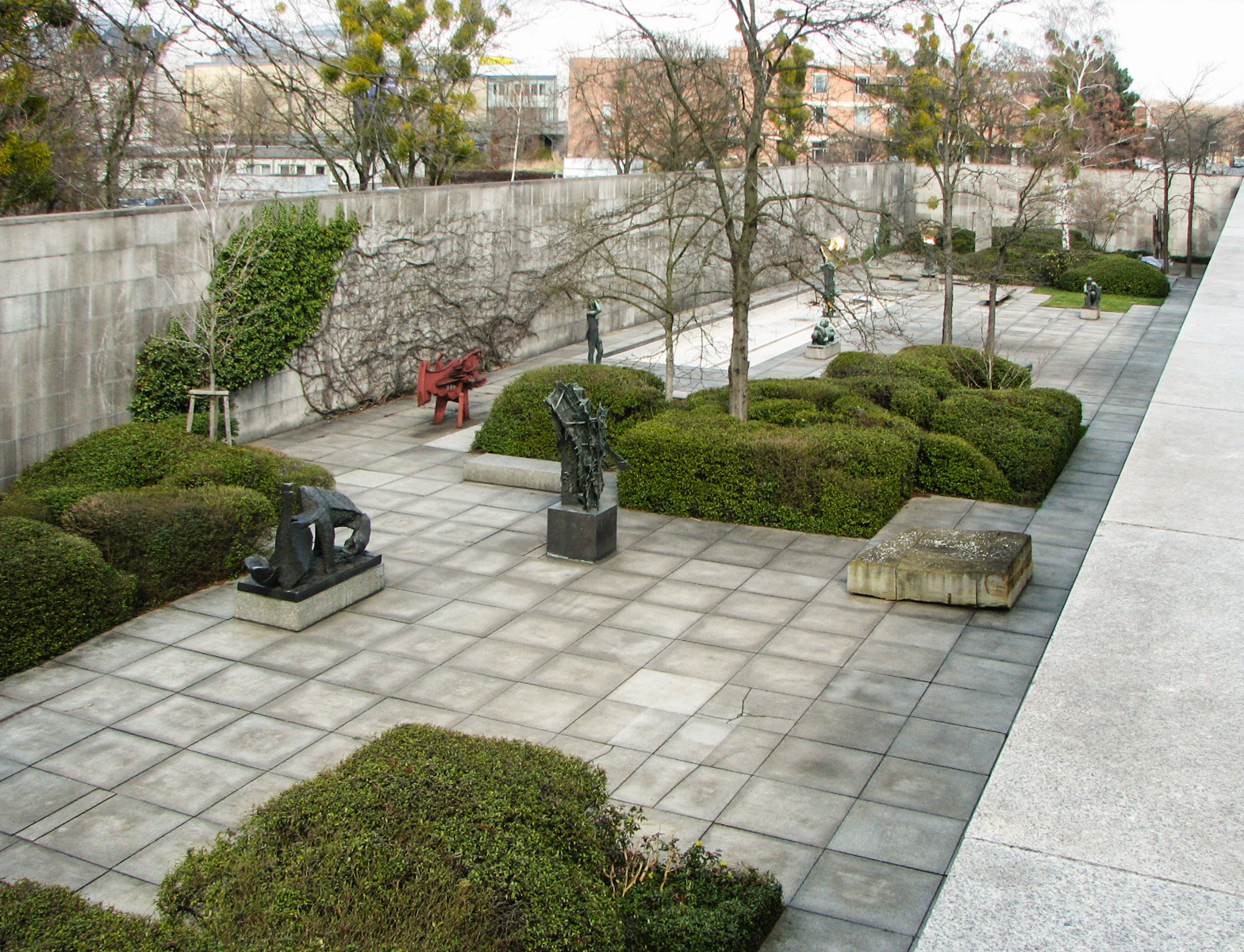
Beeldenpark Neue Nationalgalerie

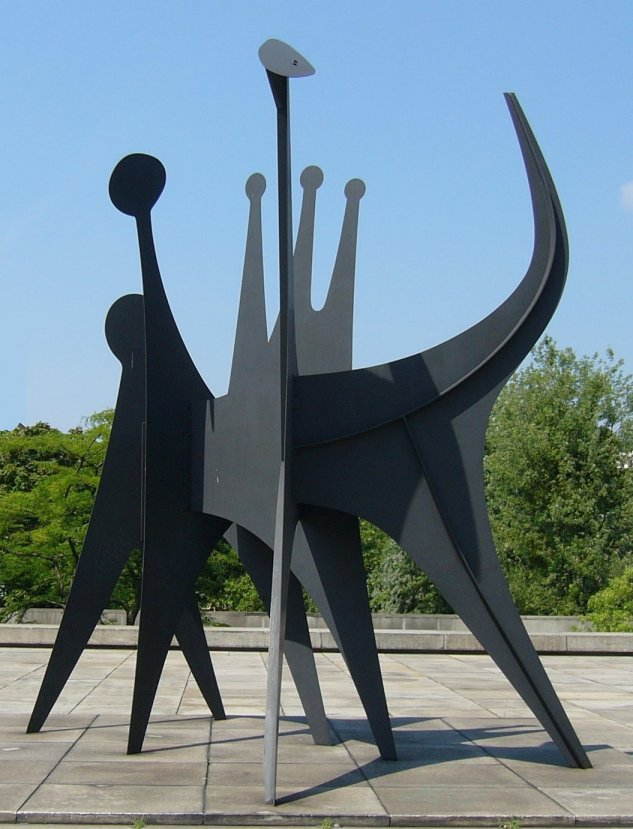
Têtes et Queue, Alexander Calder

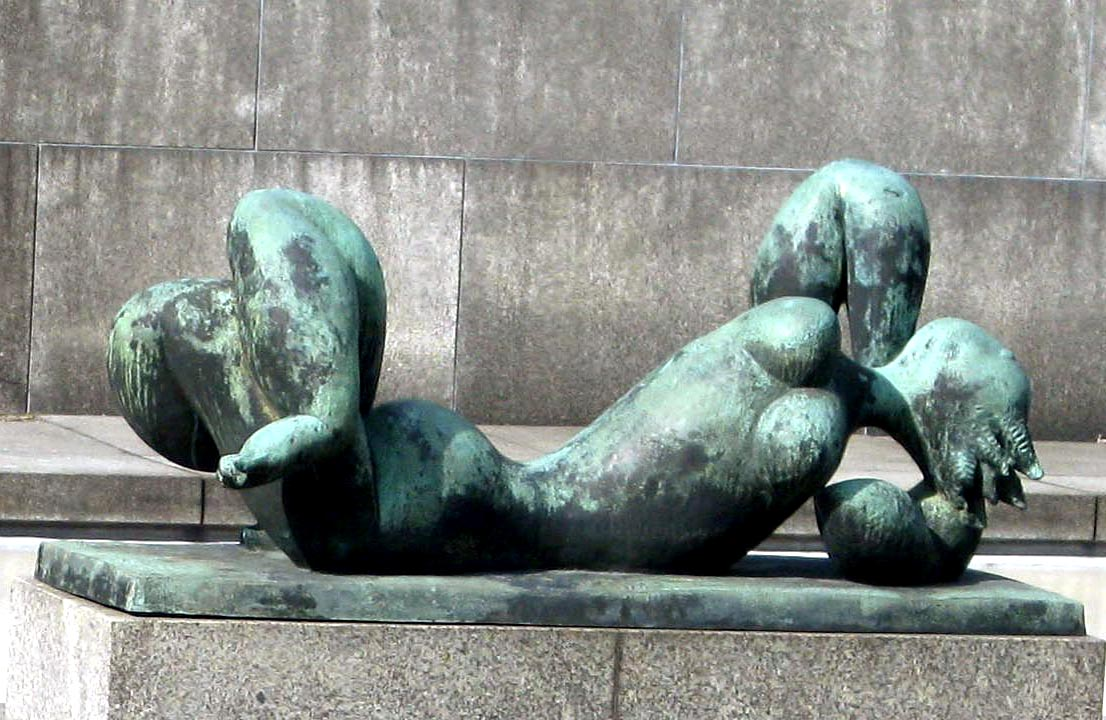
Träumende van Waldemar Grzimek (voorgrond) en Der Herbst van Henri Laurens (achtergrond)

Neue Nationalgalerie/Kulturform Skulpturen is een beeldencollectie in de tuin naast het museum en op de terrassen van de Neue Nationalgalerie, deel uitmakende van het zogenaamde Kulturforum Berlin in Berlijn.

## De collectie
De collectie bestaat uit de navolgende werken, die de gehele Twintigste Eeuw vertegenwoordigen, van Duitse en internationale kunstenaars:
1. Polis (1968) van Joannis Avramidis
2. Tor am Karlsbad (1991) van Volker Bartsch
3. Seitigkeiten (1998) van Volker Bartsch
4. Histoire und Histologie (2003) van Silvia Breitwieser
5. Faltenwerfung (2003) van Katja Natascha Busse
6. Têtes et Queue (1965) van Alexander Calder
7. Gudari (1957) van Eduardo Chillida
8. Großer Schreitender I (1921) van Ernesto de Fiori
9. Meditation gegen das Schweigen (2003) van Sylvia Christina Fohrer
10. Große Neeberger Figur (1971-4) van Wieland Förster
11. Bohrung XI 2-delig (1985) van Nikolaus Gerhart
12. Träumende (1964) van Waldemar Grzimek
13. Altar (1975) van Volkmar Haase
14. Raumschichtung 60/20 (1960) van Otto Herbert Hajek
15. Stahl 4/63 (1963) van Erich Hauser
16. Drei vertikale Motive (1966-7) van Bernhard Heiliger
17. Echo I und II (1987) van Bernhard Heiliger
18. Constellation (1991) van Bernhard Heiliger
19. Dietrich Bonhoeffer (1977) van Alfred Hrdlicka
20. Ohne Titel (1990) van Hans Josephsohn (schenking)
21. Großer Janus II (1985/95) van Fritz Koenig
22. Der Herbst (1948) van Henri Laurens
23. Stahlblatt Nr. 5 (1986) van Alf Lechner
24. On the Beach (1968-70) van Wilhelm Loth
25. Punch (1966) van Bernhard Luginbühl
26. Platzgestaltung Kulturforum (1992) van Heinz Mack
27. Maja (1942) van Gerhard Marcks
28. Orpheus (1959) van Gerhard Marcks
29. Der Schrei (1963) van Marino Marini
30. Afrika IV (1962) van Matschinsky-Denninghoff
31. Archer (1964) van Henry Moore
32. Broken Obelisk (1963-7) van Barnett Newman
33. Die Bastion (1980-1) van Ansgar Nierhoff
34. Steinskulptur (1984 van Karl Prantl
35. Der Ring (1985) van Norbert Radermacher
36. Große Wäscherin (1917-8) van Auguste Renoir
37. Vier Vierecke im Geviert (1969) van George Rickey
38. Steinskulptur 2 van Ulrich Rückriem
39. Dolomit (1978) van Ulrich Rückriem
40. Berlin Block Charlie Chaplin (1978) van Richard Serra
41. Berlin Junction (1986-7) van Richard Serra
42. Pferdekopf (1976) van Hans Wimmer

## Fotogalerij

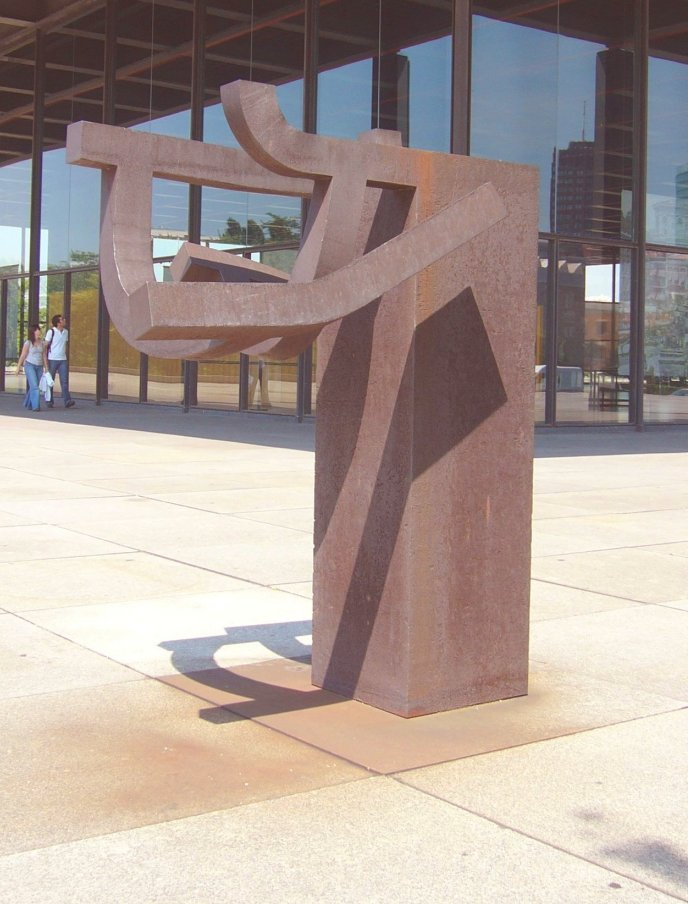
Gudari Eduardo Chillida
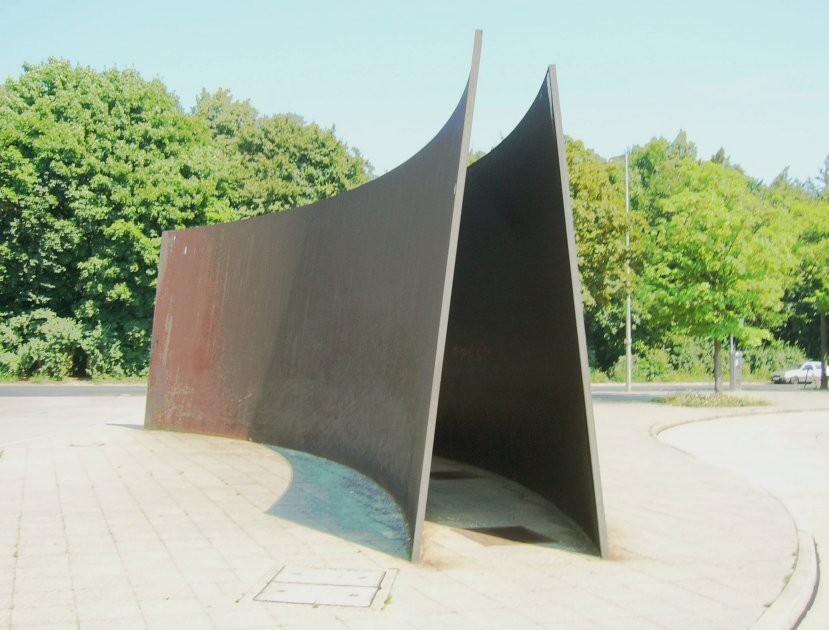
Berlin Junction, Richard Serra
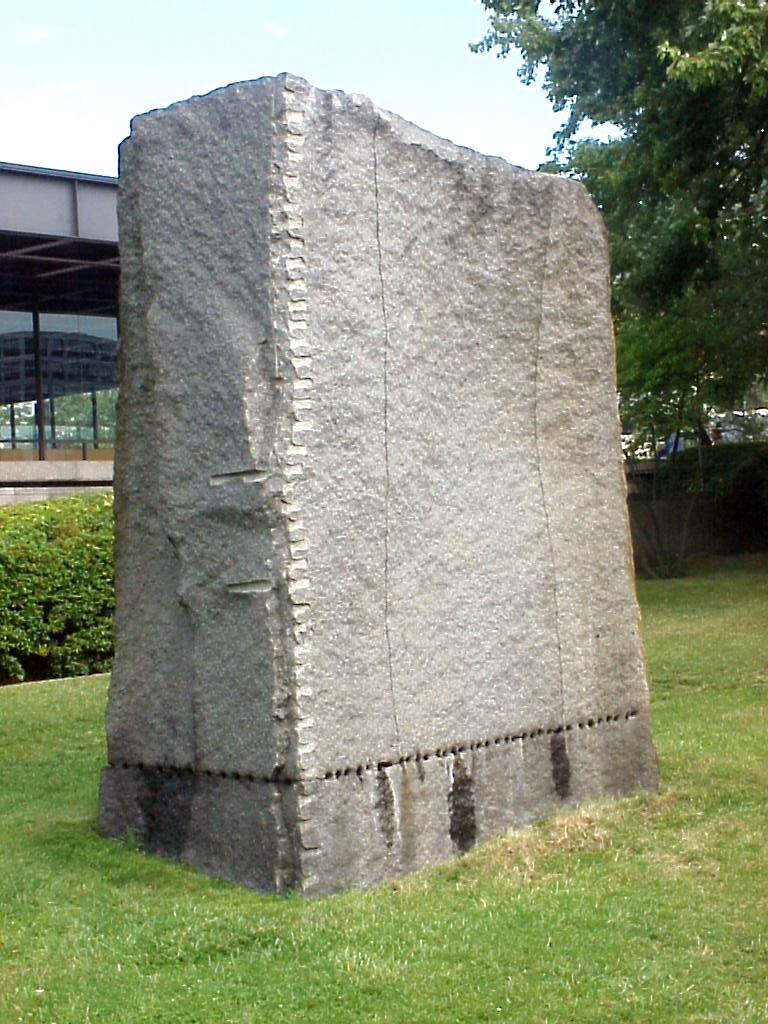
Steinskulptur, Ulrich Rückriem
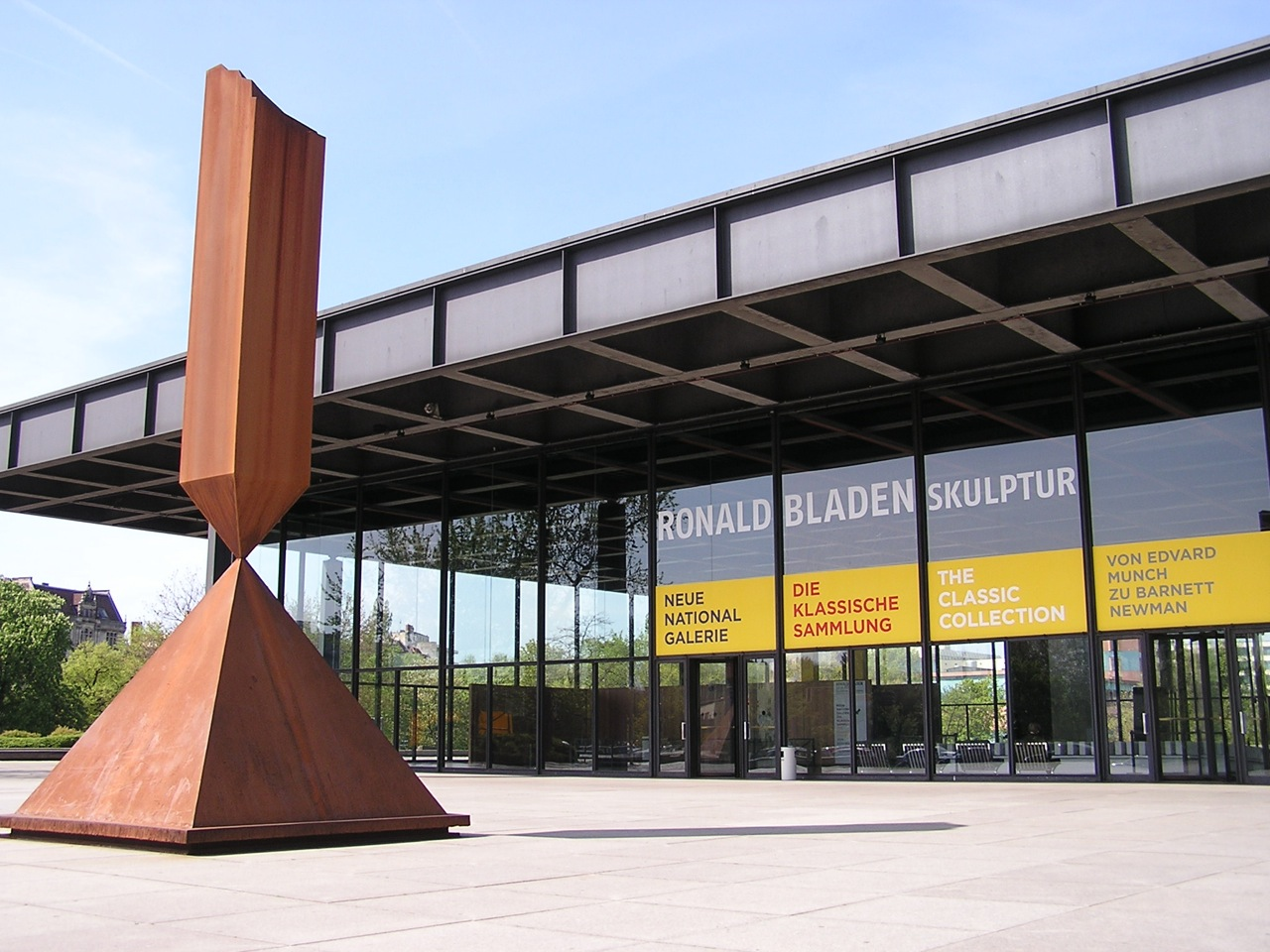
Broken Obelisk, Barnett Newman
Vier Vierecke im Geviert, George Rickey
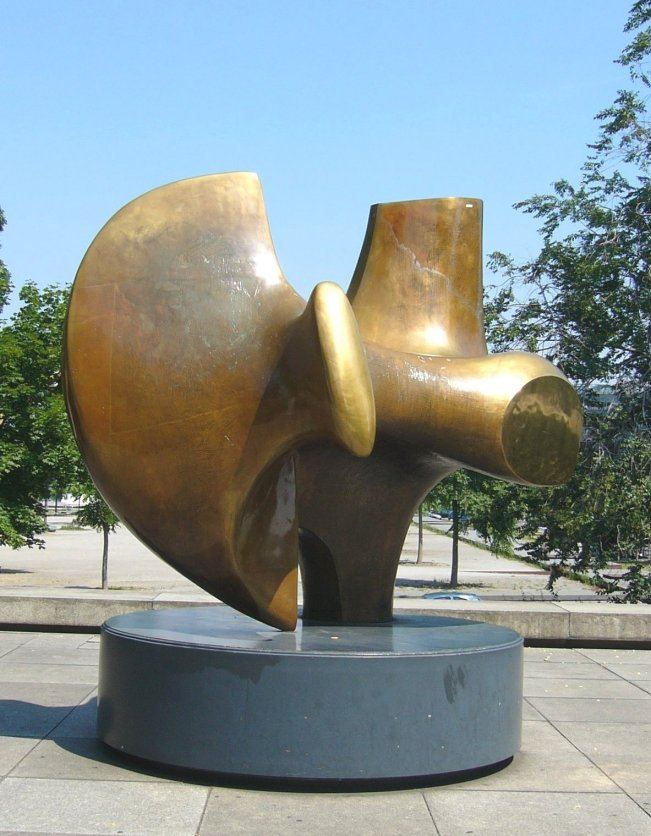
Archer, Henry Moore
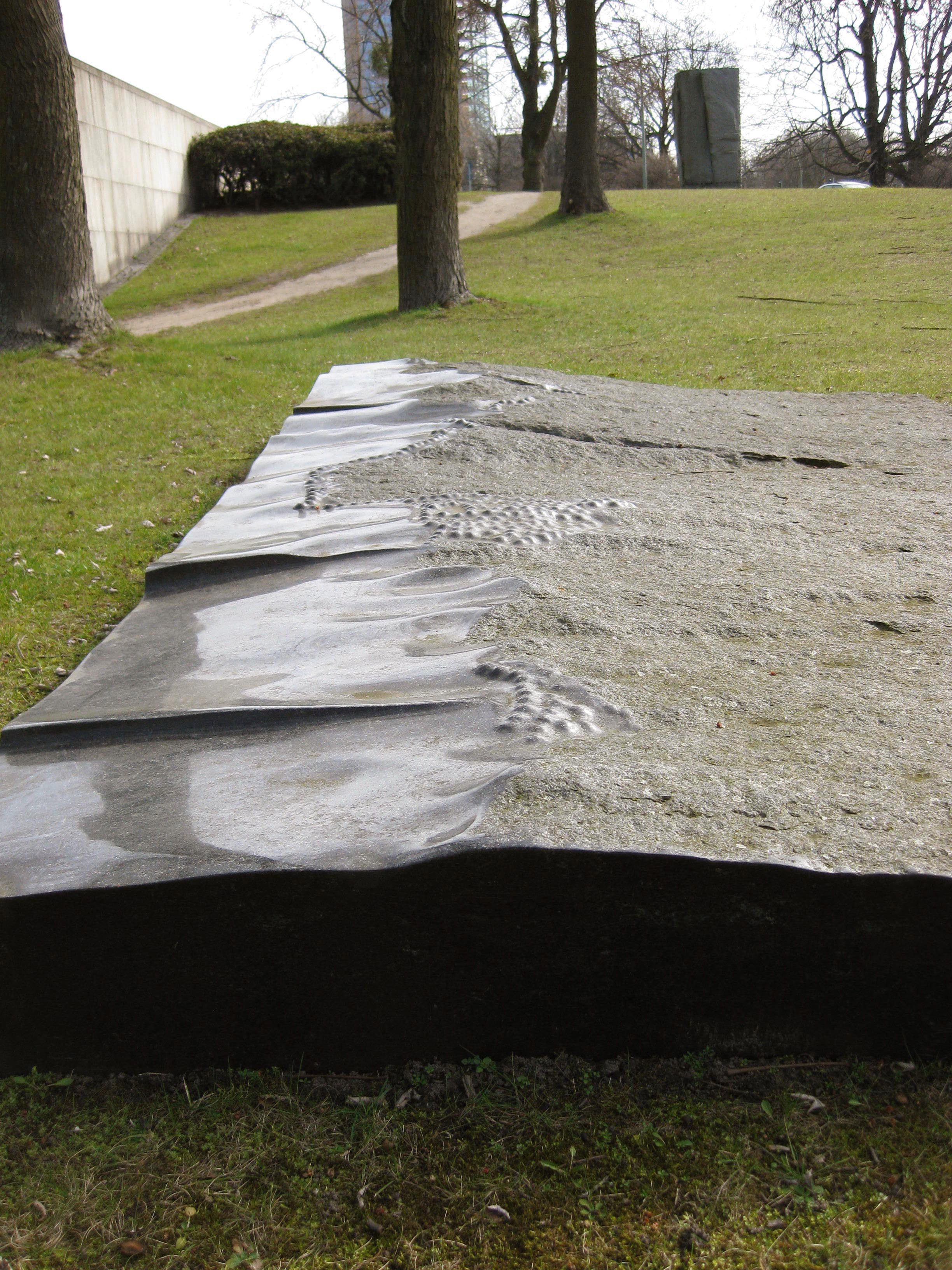
Steinskulptur (1984), Karl Prantl
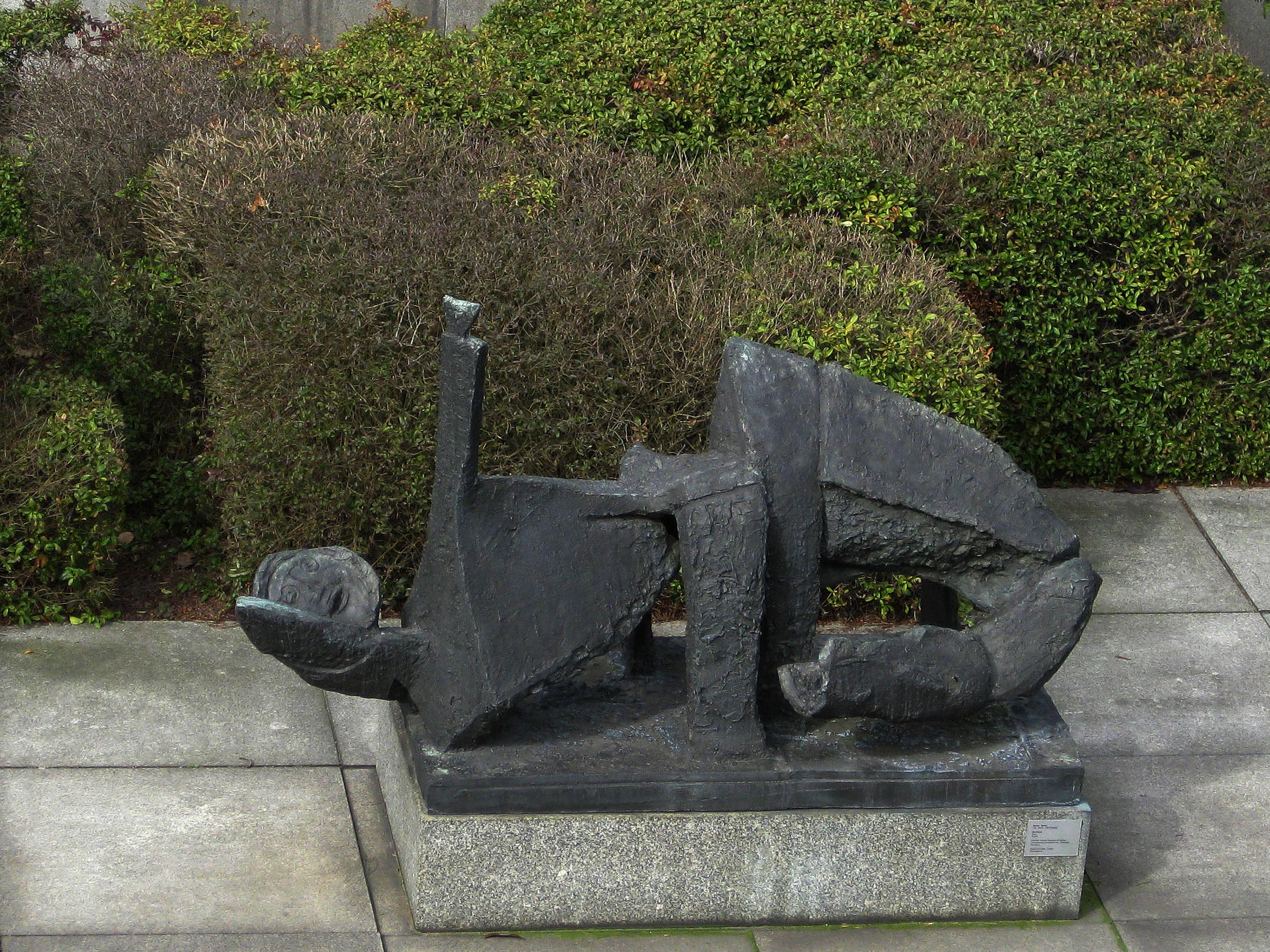
Der Schrei (1963), Marino Marini